# Versailles (Kentucky)
Pour les articles homonymes, voir Versailles (homonymie).
La ville de Versailles (en anglais [vɚˈseɪlz]) est le siège du comté de Woodford, dans l’État du Kentucky, aux États-Unis. Sa population s’élevait à 10 347 habitants lors du recensement de 2020.

## Histoire
La ville a été fondée le 23 juin 1792 sur un domaine de 32 hectares de Hezekiah Briscoe, qui était alors enfant. Son gardien, Marquis Colmes, lui a donné le nom de Versailles pour commémorer l'aide française lors de la guerre d'indépendance des États-Unis.

## Personnalités liées à la ville
- John J. Crittenden (1787-1863), homme politique, procureur général, sénateur et gouverneur, né dans la ville